# Dendrobium armitiae
Dendrobium armitiae är en orkidéart som beskrevs av Frederick Manson Bailey. Dendrobium armitiae ingår i släktet Dendrobium, och familjen orkidéer. Inga underarter finns listade i Catalogue of Life.